# Анархо-синдикализъм
Анархо-синдикализмът е направление в анархизма.
Разглежда революционния индустриален синдикализъм или юнионизъм като метод, чрез който работниците в капиталистическото общество могат да придобият контрол върху икономиката и чрез този контрол да повлияят на обществото като цяло. Синдикалистите разглеждат своите икономически теории като стратегия за улесняване на самостоятелността на работниците, разширяване на тяхната лична и колективна автономия и разгръщането на алтернативна кооперативна икономическа система базирана на демократични ценности и производство, и съсредоточена върху посрещането на човешките нужди.
Основните принципи на анархосиндикализма са солидарността, директните действия (действия, предприети без намесата на трети страни като политици, бюрократи и арбитри) и пряката демокрация изразяваща се в работническо самоуправление. Дългосрочна цел на анархо-синдикализма е да бъде премахната системата на наемния труд, която се смята за форма на робство.
Анархо-синдикализмът се появява като мощно политическо движение в края на 19 век и началото на 20 век, възникнало под влияние на анархизма. Това е клон на анархизма, който се фокусира върху работническото движение.  Според Хюберт Лагардел, Пиер-Жозеф Прудон е изложил фундаментални идеи на анархосиндикализма, които отхвърлят както капитализма, така и държавата, а негови основни методи са свободните икономически групи (синдикати) и борбата, а не пацифизма. Анархосиндикализмът се стреми към създаване на мрежа от кооперации и синдикати посредством директни действия (стачка, генерална стачка, бойкот, саботаж, революция), които да предложат алтернатива на системата на капиталистическата експлоатация. Най-масово практическо приложение, анархо-синдикализмът осъществява във Франция и Испания.

## България
През 2010 г. е създаден Автономен работнически синдикат (АРС) – анархосиндикална организация със секции в няколко български града. За разлика от казионните профсъюзни организации, АРС е класова организация, която разчита на демократична организация без централно ръководство, пряко участие на работниците и пряко действие срещу работодателите – стачки, блокади, саботажи. АРС не се стреми да участва в тристранното сътрудничество и не приема държавни субсидии.